# Saccosentis pesteri
Saccosentis pesteri är en hakmaskart som beskrevs av Tadros 1966. Saccosentis pesteri ingår i släktet Saccosentis och familjen Quadrigyridae. Inga underarter finns listade i Catalogue of Life.